# 比亚斯 (朗德省)
比亚斯（法語：Bias，法語發音：[bjas]）是法国朗德省的一个市镇，属于蒙德马桑区。

## 地名
该地名“Bias”发音为[bjas]，字母“s”发音，《世界地名翻译大辞典》与《世界地名译名词典》将其误译作“比亚”。

## 地理
比亚斯（44°8'45"N, 1°13'4"W）面积20.95 平方千米，位于法国新阿基坦大区朗德省，该省份为法国西南部沿海省份，是法國本土面积第二大的省，北起吉倫特省，西临大西洋，南至大西洋比利牛斯省，东临热尔省，东北与洛特-加龍省接壤。
与比亚斯接壤的市镇（或旧市镇、城区）包括：梅佐斯、米米藏、博恩地区圣于连。
比亚斯的时区为UTC+01:00、UTC+02:00（夏令时）。

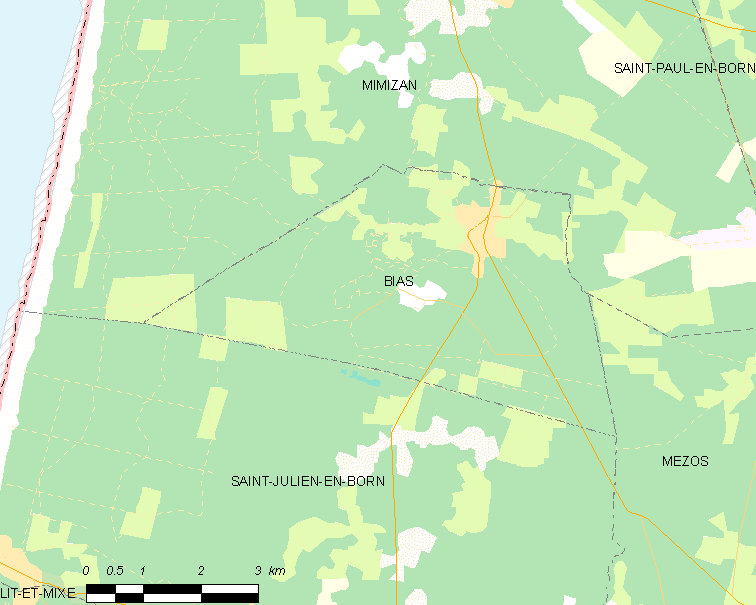
比亚斯的OSM定位图

## 行政
比亚斯的邮政编码为40170，INSEE市镇编码为40043。

## 政治
比亚斯所属的省级选区为银色海岸县。

## 人口

1962-2008年间比亚斯人口变化图示

比亚斯于2022年1月1日时的人口数量为787人。